# Aphilodon maritimus
Aphilodon maritimus is een duizendpotensoort uit de familie van de Aphilodontidae. De wetenschappelijke naam van de soort is voor het eerst geldig gepubliceerd in 1963 door Lawrence.